# Brachycatantops
Brachycatantops is een geslacht van rechtvleugeligen uit de familie veldsprinkhanen (Acrididae). De wetenschappelijke naam van dit geslacht is voor het eerst geldig gepubliceerd in 1953 door Dirsh.

## Soorten
Het geslacht Brachycatantops  is monotypisch en omvat slechts de volgende soort:
- Brachycatantops emalicus (Kevan, 1950)